# Споменик Надежди Петровић у Чачку
Споменик Надежди Петровић у Чачку, смештен је испред зграде Чачанске гимназије, у центру града.
По оснивању Народног музеја у Чачку, 1954. године, покренута је иницијатива да се у Чачку подигне споменик Недежди Петровић. Ценећи да је Иван Мештровић, пријатељ Надеждине породице, виђенији људи су се њему обратили са молбом да изради споменик.
Већ у мају исте године Мештровић обавештава да ће споменик ускоро бити изливен у садри (гипсу), да он за свој уметнички рад не тражи никакву надокнаду, али да моли да се Музејски одбор и Општина побрину за транспорт, осигурање, изливање скулптуре у бронзи и набављање подножја за споменик који би требало да буде изведен у јабланичком граниту у клесарској радњи Ловра Билинића у Загребу. Препоручује да се о томе побрине конзулат и да се модел скулптуре у гипсу пошаље у ливницу Уметничке академије у Загребу.
Изливање споменика у бронзи завршено је половином априла и свечано откривен на самом крају 1955. године, када је и у Народном музеју у Чачку отворена прва ретроспективна изложба Надеждиних радова после Другог светског рата.